# کوپن (استان گابرووو)
کوپن (به بلغاری: Kupen) یک منطقهٔ مسکونی در بلغارستان است که در سولیوو واقع شده‌است.